# Tough Guys Don't Dance
Tough Guys Don't Dance är det tredje studioalbumet av den Walesiska drum and bass-artisten High Contrast. Det släpptes den första oktober 2007, på skivbolaget Hospital Records.

## Låtlista
1. If We Ever (feat. Diane Charlemagne)
2. Everything's Different (feat. Ian Shaw)
3. In-A-Gadda-Da-Vida
4. Kiss Kiss Bang Bang
5. Forever & A Day (feat. J'Nay)
6. Sleepless
7. Tread Softly
8. Metamorphosis
9. Pink Flamingos
10. Eternal Optimist (feat. J'Nay)
11. Chances (feat. Linda Gail Lewis)
12. Nobody Gets Out Alive
13. The Ghost Of Jungle Past